# Andrea Peschiulli
Andrea Peschiulli (Corigliano d'Otranto, 31 dicembre 1601 – Roma, 9 gennaio 1691) è stato un poeta italiano.

## Biografia
(Domenico De Angelis, Vite de' letterati salentini, Firenze 1710)
Nasce da Zaccaria, scrive il De Angelis, ma erra nell'indicare come madre Donata Maggio che, come chiaramente indicano i registri parrocchiali di Corigliano d'Otranto, era sua moglie dalla quale ebbe sette figli, due maschi e cinque femmine. Appartenente ad una famiglia benestante e distinta che occupava una buona posizione sociale grazie all'esercizio delle professioni liberali e dell'avvocatura, Donata Maggio morì il 12 ottobre 1676. Dopo i primi studi seguiti con profitto sotto la guida del padre, Andrea fu mandato a Nardò a studiare grammatica, retorica e poetica; quindi, tornato a Corigliano d'Otranto, da autodidatta ma sempre sotto la guida paterna, si dette allo studio della lingua greca, della filosofia, della medicina, della teologia e del diritto ed iniziò a frequentare la famiglia marchionale dei de' Monti nella quale, per lunga tradizione, lo studio delle lettere, delle scienze e delle arti liberali era stato tenuto sempre in grande considerazione. Qui Andrea fu molto stimato dal marchese Girolamo che si interessava di letteratura e di poesia ed amava sottoporre i suoi componimenti poetici all'attenzione del Peschiulli. 
Intorno al 1645-46 Ferrante de' Monti, tornato a Napoli dalle Fiandre dove, sotto le insegne del re di Spagna Filippo IV, aveva vittoriosamente combattuto con una sua compagnia di fanti nella guerra di successione spagnola, conoscendo le qualità del Peschiulli, lo chiamò presso di sé per averlo come segretario e consigliere. In tale qualità al Peschiulli toccò di aver parte alle vicende, purtroppo non felici, nelle quali restò coinvolto Ferrante de' Monti che, nel corso della rivolta antispagnola culminata con i moti masanielliani del 1647, fu sospettato di aver sobillato il popolo napoletano. A causa di tali sospetti, peraltro non privi di fondamento, Ferrante col suo seguito, tra cui anche il Peschiulli, fu costretto a fuggire da Napoli ed a rifugiarsi in Sicilia dove tentò di rimanere per qualche tempo nascosto; scoperta, però, la località in cui si era rifugiato, fu tratto in arresto e condotto a Napoli dove, il 18 marzo 1651, sulla piaza di Castel Nuovo, "con lagrimevole spettacolo e con memorabile esempio di perfidia e di crudeltà gli fu tronco il capo". 
Allo stesso arresto riuscì, invece, a sfuggire il Peschiulli che, essendo ricercato quale complice o indiretto fiancheggiatore del de' Monti, travestito da contadino si imbarcò alla volta di Gallipoli e andò a rifugiarsi a Corigliano d'Otranto, suo paese natale, da cui, non essendo affatto sicura la sua permanenza, preferì ben presto allontanarsi e mettersi in salvo prima a Corfù e poi a Venezia, dove il prestigio e la sua vasta cultura gli valsero l'ospitalità da parte di Giovan Francesco Loredano (Venezia 1607 - Peschiera 1661), protettore di letterati, letterato egli stesso e fondatore dell'Accademia degli Incogniti, nella quale il Peschiulli fu introdotto e tenuto in grande considerazione.
Dopo un breve soggiorno a Venezia, il Peschiulli girò per qualche tempo in diverse città dell'Italia settentrionale e alla fine si stabilì quindi a Genova, dove poteva godere della protezione e dell'appoggio economico di due facoltosi mecenati quali Anfrano Franzoni e Paolo Maria Basadonna; qui ebbe occasione di svolgere un'intensa attività letteraria componendo diverse opere rimaste manoscritte e pubblicando, nel 1648, Il Tisi. Ode panegirica per l'incoronazione di Alessandro Spinola Doge di Genova dedicata al Basadonna; quindi, nel 1652, Il Polluce. Ode panegirica del Forestiero Idruntino per l'incoronazione del Doge di Genova Girolamo de' Franchi e, nel 1657, Il Sennacheribbe. Ode risponsiva a Tobia Pallavicino dedicata al Franzoni.
In cerca di migliore fortuna, intorno alla fine degli anni cinquanta si trasferì a Roma, dove ebbe rapporti con i più famosi eruditi e uomini di cultura della città tra cui il tedesco Luca Olstenio e il greco Leone Allacci, entrambi "custodi" della biblioteca vaticana. A Roma compose molte opere letterarie in italiano, in greco e in latino, attese alla revisione linguistica delle opere del giurista venosino Giovan Battista De Luca, alla traduzione dal greco in italiano di molte opere dell'Allacci e fu accolto in più accademie letterarie; tuttavia tale vasta attività servì ad assicurargli guadagni modestissimi che gli consentirono soltanto di condurre, sino alla morte, una vita stentata e al limite della sopravvivenza, alle cui cause sembra che non sia stato estraneo il fatto che 
La sua morte, avvenuta a Roma il 9 gennaio del 1691, fu pianta da tutti gli uomini di cultura del tempo e, in particolare, dagli studiosi dell'Accademia dell'Arcadia nella quale, da poco tempo fondata, era stato accolto col nome di Moeri Pholoetico.

## Fonti
- Angelo Campa e Vincenzo Peluso, Guida di Corigliano, tra le case e la fortezza nella Grecìa salentina, Congedo editore, Galatina 1999
- Giuseppe Orlando D'Urso, Corigliano d'Otranto. Memorie dimenticate, Edizioni del Grifo, Lecce 2000
- Giuseppe Orlando D'Urso, Corigliano d'Otranto. Famiglie (Comi-Maggio-Gervasi-Peschiulli), Edit Santoro, Galatina 2005
- Giuseppe Orlando D'Urso, 23 lettere inedite di Andrea Peschiulli ad Angelico Aprosio, Argo, Lecce 2008

| Controllo di autorità | VIAF (EN) 89274761 · SBN TO0V281729 · BAV 495/34666 |